# عبد الفتاح سكر
عبد الفتاح سكر ملحن سوري من مواليد دمشق عام 1930. بدأ مسيرته الفنية في فلسطين ليعود ويبدع في سوريا.

## بدايته الفنية
بدأ كمطرب في إذاعة القدس وذلك حين سافر إلى فلسطين سنة 1946 ليعمل تاجراً، إلا أنه التحق بإذاعة القدس حيث عرف كمطرب. ولكنه اضطر للعودة بسبب ظروف الحرب. وحين رجع لسوريا عُيِّن رئيس فرقة الكورس في القسم الموسيقي عام 1948 في الإذاعة بدمشق واكتشف الكثير من الأصوات ومنهم فهد بلان وسمير سمرة وذياب مشهور ومروان حسام الدين.

## أشهر ألحانه
قدّم ألحانا شهيرة كانت أغلبها للمطرب فهد بلان كالأغنية الشهيرة و«اشرح لها»، و«جس الطبيب»، و«لأركب حدك يالماتور»، و«تحت التفاحة»، و«يا عيني لا تدمعي»، و«هالأكحل العينين»، و«يا سالمة» و«يا ساحر العينين» و«يابنات المكلا». ويعتبر هو وراء نجومية المطرب فهد بلان  كما قدم للمطرب ذياب مشهور أغنيتين اشتهرتا في مسلسل صح النوم وملح وسكر أغنية «يا بورديّن».
لحّن للمطرب فؤاد غازي «لازرعلك بستان ورود» وأغنية «ما ودعوني» و«لا بالله يا أهل الدار».
قدَّم ألحانًا شهيرة لمطربين ومطربات منهم: نجاح سلام، نور الهدى، سميرة توفيق، هالة هادي، هيام يونس، كروان، هيام عبد العزيز، ولحَّن موسيقا مسلسل (ملح وسكر) الموسيقى التصويرية. ولحَّن أغنية الأم «يا مو يا ستّ الحبايب» التي قدَّمها الممثل الشهير دريد لحام.

## موسيقا المسلسلات
عاد عبد الفتاح سكر إلى دمشق في عام 1970 ليتابع نشاطه الفني، وفي تلك الفترة القلقة من حياته التي سببها انفصاله عن فهد بلان، أسند إليه الفنان دريد لحام تلحين مسلسلاته التلفازية موسيقياً وغنائياً، وأبرز تلك المسلسلات صح النوم، ووادي المسك، وبرنامج «وين الغلط»، كذلك لحّن لهُ مسرحيته الشهيرة ضيعة تشرين.

## علاقاته
له علاقات كبيرة بمعظم الفنانين العرب وكبار الملحّنين مثل بليغ حمدي ومحمد الموجي ورياض السنباطي وطلال مدّاح

## وفاته
توفي في دمشق يوم السبت 20 ديسمبر عام 2008  عن عمر بلغ 78 سنة.